# Bockwindmühle Trebbus

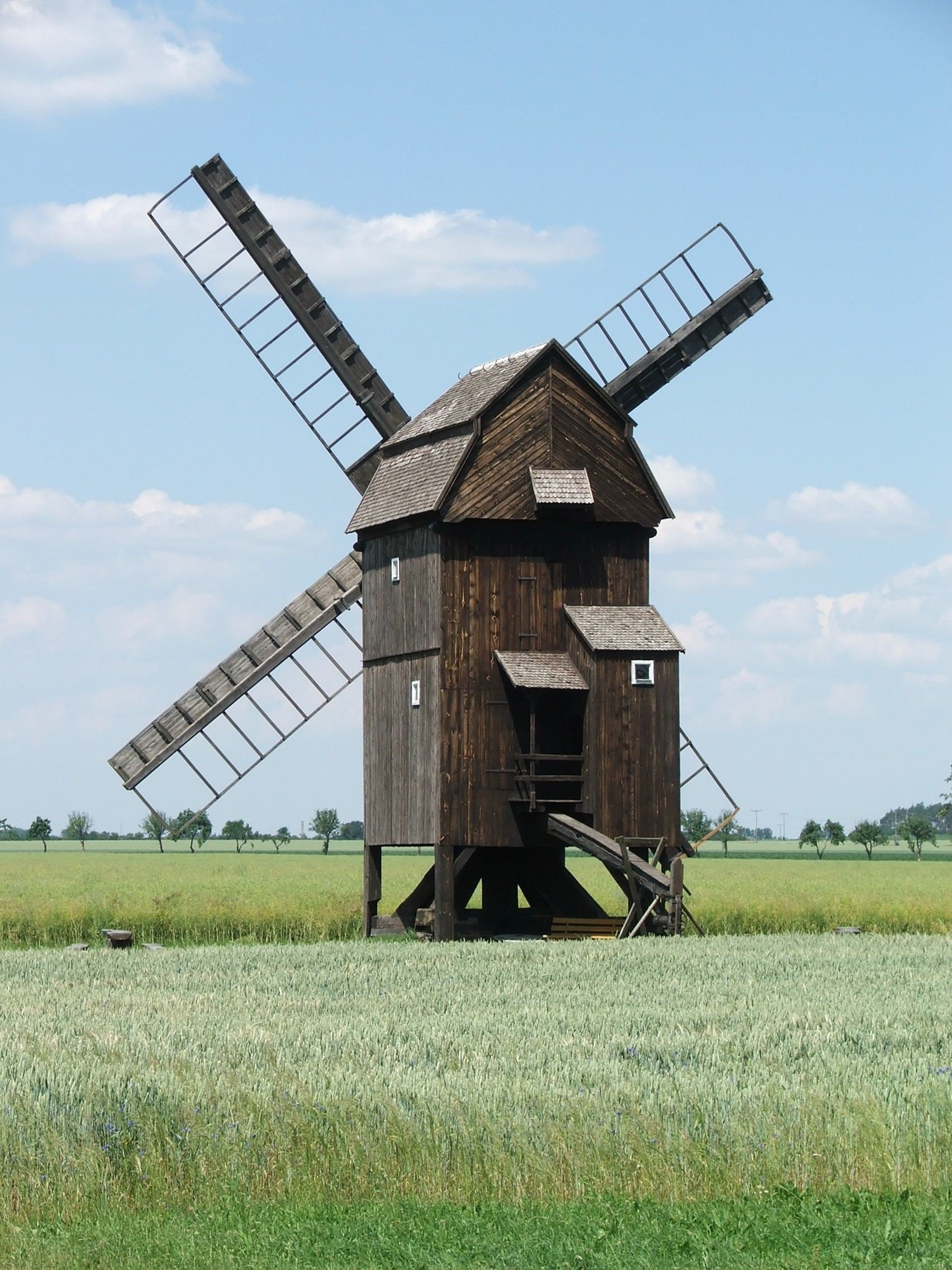
Bockwindmühle Trebbus von hinten

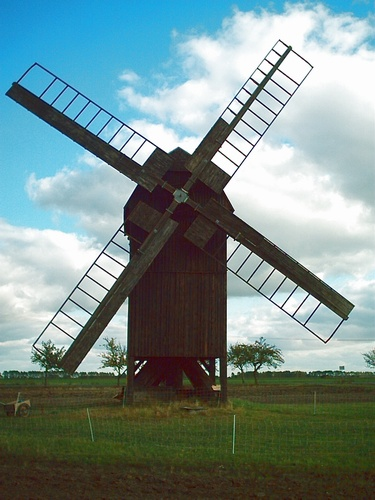
Die Mühle von vorne

Das technische Denkmal Bockwindmühle Trebbus steht zwischen den Ortsteilen Trebbus und Arenzhain der brandenburgischen Stadt Doberlug-Kirchhain. In der Mühle befindet sich ein Mehlgang, ein Schrotgang und eine Hirsestampfe, mit welcher besonders hartes Getreide vorbehandelt wurde. Im Innenraum sind außerdem eine Schauanlage mit Gefäßen, Erzeugnissen und Handwerkszeug aus dem Alltag des Mühlenbetriebes zu sehen.

## Technische Daten
- Gesamthöhe der Bockwindmühle: ca. 11 m
- Breite des Mühlengebäudes: 5 m
- Tiefe o. Länge des Mühlengebäudes: 4 m
- Gewicht der Mühle: 22,5 t
- Sterzlänge: 11,5 m
- Rutenkreuz: 18 m

Leistung
Bei sehr guten Windverhältnissen erzeugten die Windmühlenflügel eine Leistung von 20 bis 25 PS und es konnten bei einer achtstündigen Arbeitszeit eine halbe Tonne Mehl gemahlen werden.

## Geschichte
Die Bockwindmühle wurde 1881 vom Baumeister Lange erbaut und 1954 unter Denkmalschutz und -pflege gestellt. 1957 wurde die Mühle schließlich angehalten, aber bereits zehn Jahre später begann die Restaurierung und am 22. Oktober 1969 konnte sie als Museum übergeben werden. Über 4000 Aufbaustunden wurden inzwischen für die neue originalgetreue Außenhaut investiert. Ein schweres Unwetter verursachte am 13. November 1972 einen Brand im Gebäude. Der Sturm hatte die festgestellten Flügel in Bewegung gesetzt, der angezogene Bremsschuh rieb sich am Rad heiß und entfachte den Brand. Nach den anschließenden Reparaturen konnte sie 1973 wieder eröffnet werden und 1979 ein großes Mühlenfest anlässlich des zehnjährigen Bestehens des Mühlenmuseums und der 975-Jahr-Feier des Ortes gefeiert werden. 1987 erfolgte die Reparatur der von einem Sturm beschädigten Flügel und 1998 die Erneuerung des gesamten Rutenkreuzes.

## Öffnungszeiten der Mühle (Stand Juni 2009)
Besichtigen kann man die Mühle von Mai bis Oktober nach Voranmeldung.